# Итуньо, Ициар
Ициа́р Иту́ньо Марти́нес (исп. Itziar Ituño Martínez; род. 18 июня 1974, Басаури, Страна Басков) — испанская актриса и певица (меццо-сопрано), выступающая на баскском, а также на испанском языке. Она наиболее известна своей ролью инспектора Ракель Мурильо в нашумевшем испанском телесериале «Бумажный дом».

## Биография
Ициар Итуньо родилась 18 июня 1974 года в Басаури в составе автономного сообщества Страна Басков. Она изучала актерское мастерство в Театральной школе Басаури, а также окончила факультет городской, промышленной и политической социологии в Университете Страны Басков.
Первое появление Итуньо на большом экране было в баскском фильме «Agur Olentzero, agur» («До свидания, Олентцеро, до свидания»), который увидел свет в 1997 году.
В 2001 году она получила роль в мыльной опере «Гоенкале». В этом телесериале она сыграла Некане Бейтиа, бисексуальную женщину-полицейского из вымышленной деревни Арральде. Она играла эту роль до 2015 года, пока шоу не закрыли. Эта роль существенно увеличила её известность в Стране Басков.
Ициар Итуньо Мартинес продолжала работать актрисой, снявшись в фильмах «Лореак» (испанское представление на премию «Оскар») и «Игелак», выпущенных в 2015 и 2016 годах соответственно. В 2017 году она снялась в телесериале «La casa de papel» (транслировавшемся на «Antena 3», а затем приобретенном Netflix и известном в России под названием «Бумажный дом») в роли Ракель Мурильо, инспектора полиции перешедшего на сторону преступников. «Бумажный дом» стал самым популярным неанглоязычным телесериалом платформы Netflix и получил Международную премию «Эмми» 2018 года в категории «Лучший драматический сериал». В 2023 году Итуньо вернулась к своей роли в сериале «Берлин», спин-оффе «Бумажного дома».
В дополнение к своим ролям в кино, на телевидении и в театре, она также является певицей в трех группах: «Dangiliske», «EZ3» и «INGOT».
26 сентября 2017 года Ициар Итуньо была ведущей гала-концерта «Basque Film Gala» и гала-концерта EITB на 65-м Международном кинофестивале в Сан-Себастьяне.

В мае 2020 года было объявлено, что Ициар Итуньо Мартинес дебютирует на английском языке в британском короткометражном анимационном фильме «У спасения нет имени» (Salvation Has No Name), который должен выйти в 2020 году. Этот фильм появился в 2022 году. 